# Мізенський флот
Мізенський флот (лат. Classis Misenensis) — один з основних флотів у складі давньоримського флоту часів Римської імперії, перший за значимістю. Базувався в Мізені, охороняв Тиренське й захід Середземного моря.

## Історія
30 року до н. е. після перемоги над Марком Антонієм було захоплено 300 суден. До того Октавіан Август мав 400 суден. Досвід громадянських воєн доводив важливість контролю морських шляхів, до того своє становище новий імператор ще вважав досить міцним. Зайві кораблі було спалено або розібрано, а основні сили зведено в ескадру, що базувалася у Форум Юлія, де раніше під керівництвом Марка Віпсанія Агріппи було проведено великі будівельні роботи. До війни з Марком Антонієм цей порт використовувався як військово-морська база у кампанії проти Секста Помпея.
Флот Форуму Юлія патрулював середземноморське узбережжя Галлії і міг висадити війська у верхів'ях Рони у разі, якби нещодавно завойовані галли повстали. Його використовували у війнах із альпійськими племенами і, можливо, у Кантабрійських війнах. По завершенню останніх важливість Форуму Юлія через його віддаленість від центральної частини Римської держави знижувалася. Тому між 27 і 22 роками до н. е. цей флот було розділено, внаслідок чого значна частина була переміщено до нової гавані Порт Юлій у Мізені в Неаполітанській затоці. Інша частина утворила Равеннський флот.
59 року префект флоту Анікет очолив вбивство матері імператора (за його наказом) Агріппіни Молодшої. У 64 році багато кораблів було втрачено під час сильної бурі у Кум, оскільки імператор, не зваживши на погодні умови, наказав флоту до певного дня повернутися до Кампанії. 68 року з моряків Мізенського флоту імператор Нерон створив легіон I Classis (в подальшому відомий як Перший Допоміжний легіон).
Моряки Мізенського флоту взяли активну участь у подіях року чотирьох імператорів. 69 року воїни новоствореного легіону I Classis в різкій формі зажадали від імператора Гальби підтвердження їхнього звання легіонера, але той відправив проти них війська, внаслідок чого багато хто був убитий, а ті, що залишилися в живих, піддані децимації і ув'язнені. Після перемоги над Отоном Вітеллій об'єднав Мізенський і Равеннський флоти під командуванням Секста Луцилія Басса. Проте ці флоти за першої нагоди перейшли 69 року перейшли на бік Веспасіана. Багато моряків, які присягнули Веспасіану, були вбиті під час захоплення Таррацини братом імператора Луцієм Вітеллієм.
71 року останній надав Мізенському (разом з Равеннським) флоту почесне найменування «преторія», яке поставило їх в один ряд із преторіанськими когортами імператора, і «піа віндекс» (побожний месник). Ветерани Мізенського флоту отримали відставку та були наділені землею у колонії Пестум (Луканія). До 79 року цей флот, ймовірно, не мав на озброєнні нічого більшого, ніж квадрирема, оскільки Пліній Старший, префект флоту, досліджував виверження Везувію на квадриремі, імовірно, його флагманському кораблі та найбільшому класі суден у Мізенському флоті.
Під час парфянської кампанії імператора Траяна значна частина Мізенського флоту залишалася на Сході та сприяла придушенню повстання юдеїв, що спалахнув одночасно у кількох провінціях. Префект флоту Квінт Марцій Турбон отримав особливиі повноваження для боротьби з повсталими, внаслідок чого придушив повстання в Єгипті та Киренаїці, а також, можливо, на Кіпрі. Під час повстання Бар-Кохби за часів імператора Адріана моряками Мізенського флоту було поповнено X легіон Протоки, який брав участь у придушенні повстання.
У 162 році кораблі Мізенського флоту перевозили імператора Луція Віра з Брундізія до Антіохії для командування військами у черговій війні з парфянами. Були викарбовані монети із зображеннями кораблів різного типу та написом Felicitas Aug, щоб відзначити безпеку цієї подорожі. 166 року частина Мізенського флоту розташувалася в Селевкії Пієрії. Під час Першої Маркоманської війни частина Мізенського разом з аквілейською флотилією Равеннського й частиною Британського флотів під орудою Марка Валерія Максиміана забезпечувала перекидання військ, спорядження і харчів для римської армії.
У 192 році флот підтримав Дідія Юліана, але зрештою перейшов на бік Септімія Севера. Брав участьу поході цього імператора проти Песценнія Нігера, переправивши разом з Равеннським флотом його легіони на Схід. Протягом наступних кількох десятиліть флот залишався активним на Сході, де був задіяний у війнах з Персією. У 258—260 роках Мізенський флот був використаний для придушення повстання маркоманів-найманців на чолі із Фараксеном в Північній Африці.
За часів імператора Діоклетіана флот було реорганізовано, відновлено кількість суден, покращено чисельний та професійний склад командування та моряків. Пізніше він перейшов під оруду імператора Максенція і взяв участь у війні проти Костянтина I. Після перемоги останнього без особливого спротиву підкорився тому.
У 324 році кораблі флоту брали участь у поході імператора Костянтина I проти імператора Ліцинія I, зокрема у вирішальної морській битві при Геллеспонті. Згодом основна частина кораблів була переміщена до Константинополя, нової столиці імперії.

## Характеристика
Головною базою був Порт Юлій. Стоянками (лат. stationes) були Центумцелли, Остія, Путеоли, Лорій, Формії, деякі розташовувалися на Корсиці та Сардинії, Піреї в Аттиці. Діяв нвід Західного Середземномор'я до Лікії, при необхідності взаємодіяв з Сирійським, Александрійським. Згодом на півдні Середземномор'я поступився діяльністю Мавретанському, Африканському та Лівійським флотами.
Оскільки Рим не стикався з морською загрозою в Західному Середземномор'ї, в часи принципату основна частина екіпажів флоту простоювала. Деякі з моряків базувалися в самому Римі, спочатку розміщувалися в казармах преторіанської гвардії, але пізніше отримали власні казарми, Кастра Мізентій поблизу Колізею. Родини багатьох моряків селилися північним узбережжям Неаполітанської затоки, в Байях і Путеолах. Уздовж доріг між мізена до Кум, Байї до Віа Доміціана виявлено поодинокі могили та колумбарії моряків.
Неподалік Мізена було вирубано в туфі підземну споруду, відому сьогодні Piscina Mirabilis, — резервуар прісної води для потреб Мізенського флоту. Ємність резервуару зі склепінною стелею, що добре зберігся до наших днів, досягає 12 600 м³.
Судна Мізенського флоту також перевозили імператора, членів його родини та вищих сановників, моряки служили урядовими кур'єрами. Також вони використовувалися для проведення навмахій, моряки керували механізмом, який розгортав брезентовий навіс Колізею. Імператор Клавдій доручив префекту Мізенського флоту Тіберію Юлію Оптату Понціану завезти до Тірренського моря цінну промислову рибу — скару, яка до того зустрічалася лише у Східному Середземномор'ї. Велика кількість риби, привезене в спеціальних суднах-садах, було випущено в море між Остією та узбережжям Кампанії.

### Кораблі
Мізенський флот складався з 76 суден, з яких відомі назви 72: 1 гексера («Опс»), 1 квінквірема («Вікторія»), 9 квадрирем («Віра», «Веста», «Венера», «Мінерва», «Дацій», «Фортуна», «Аннона», «Ліберта», «Олива»), 50 трирем («Конкордія», «Надія», «Меркурій», «Юнона», «Нептун», «Асклепій», «Геркулес», «Люцифер», «Діана», «Аполлон», «Венера», «Персей», «Салюс», «Атенонікс», «Сатира», «Рейн», «Ліберата», «Тигр», «Океан», «Купідон», «Вікторія», «Тавр», «Август», «Мінерва», «Парфянська», «Євфрат», «Веста», «Ескулап», «Пієт», «Віра», «Данубій», «Церера», «Тибур», «Поллукс», «Марс», «Сальвія», «Тріумф», «Аквіла», «Лібер Патер», «Ніл», «Капер», «Сол», «Ісіда», «Провидіння», «Фортуна», «Юпітер», «Вірт», «Кастор»), 11 лібурн («Аквіла», «Агатоп», «Фідес», «Ескулап», «Юстиція», «Вірт», «Тавр Рубер», «Нереїда», «Клеменція», «Армата», «Мінерва»)

### Склад
Чисельність особистого складу була більше 10 тис. осіб. Аналіз написів на надгробках свідчить, що в ньому переважали уродженці східних провінцій імперії (з Єгипту, Сирії, Криту та Киренаїки — 30 %, Фракії, Македонії — 28 %, Малої Азії — 23 %), 19 % з західних провінцій. Термін служби спочатку становив 26 років, а з III ст. було збільшено до 28. Після завершення служби морякам надавалася римське громадянство.
Окрім вояків були лікарі (лат. medici), зброярі (лат. armorum custodes), корніцени та трубачи (лат. cornicines, лат. tubicines, буцинатори лат. bucinatores), прапороносці (лат. signiferi, штандартники лат. vexilarii), писарі (лат. scribae) та інші офіцери штабу (лат. adiutores, лат. librarii, лат. beneficiarii), стройові командири (лат. tesserarii, лат. suboptiones, опціони лат. optiones), ремонтники (лат. fabri), вітрильна команда (лат. velarii), інтенданти (лат. nauphylaces), наглядачі за веслярами (лат. celeustae, лат. pausarii) та керманичі (лат. gubernatores). Капітани кораблів називалися трієрархами (лат. trierarchus), командувачі ескадрами — навархами (лат. nauarchus), старший з яких називався першим навархом (лат. nauarchus princeps). Ці офіцери за рангом були рівними центуріонам допоміжних військ, за деякими джерелами їх називали флотськими центуріонами (лат. centuriones classiarii).
Розмір платні рядових преторіанських флотів сильно поступався легіонерському, проте вдвічі перевищував платню піхотинців допоміжних частин і моряків провінційних флотів: змінювався від 150 денарії на рік (за Августа) до 450 (за Каракалли). Префект флоту отримував 200 тис. сестерціїв на рік.

## Управління
Октавіан призначив на чолі флоту префекта (лат. praefectus classis). При Августі і Тиберії префекти призначалися серед представників стану вершників (повинен мати статок не менше 200 тис. сестерціїв) і залучалися безпосередньо з армії. За часів імператора Клавдія префекта було поставлено в один рівень із фінансовими чиновниками (прокураторами). Звання префекта тепер звучало як «procurator Augusti et praefectus classis» (прокуратор Августа і префект флоту). В результаті доступ до посади префекта отримали імператорські вільновідпущеники. Зрештою Клавдій змінив посаду префекта флоту з військової на напівадміністративну.
Напочатку 70-х років імператор Веспасіан підвищив префекта флоту зі статусу sexagenarius до trecenarius. Веспасіан вилучив додаток «прокуратор Августа» з назви посади префекта, тим самим назавжди відсторонивши від неї вільновідпущеників. Посади префектів флотів стали одними з найвпливовіших в імперській адміністрації. За часів імператора Костянтина I на відміну від Равенського флоту зберіг звання преторіанського.
З появою почесних титулів наприкінці II століття префект Мізенського флоту стає vir perfectissimus («гідний пан»). Тривалість каденції префекта не була чітко визначена. Дослідження написів дозволяє зробити висновок, що префекти ІІ століття зазвичай служили чотири-п'ять років.

### Очільники
| Прізвище                                         | Каденція      |  |
| ------------------------------------------------ | ------------- |  |
| Тіберій Юлій Оптат Понтіан                       | 52            |  |
| Анікет                                           | 59—62         |  |
| Мосх                                             | 69            |  |
| Клавдій Юліан                                    | 69            |  |
| Секст Луцилій Басс                               | 69 — 71       |  |
| Клавдій Аполлінарій                              | 69            |  |
| Гай Пліній Секунд                                | 79            |  |
| Квінт Марцій Турбон                              | 114           |  |
| Юлій Фронтон                                     | 118-129       |  |
| Марк Гавій Максим                                | бл. 132/133   |  |
| Марк Кальпурній Сенека Фабій Турпіон Сентінаціан | 133-134       |  |
| Цецій Север                                      | 139-140       |  |
| Валерій Пет                                      | 145           |  |
| Titus Furius Victorinus                          | ca. 154       |  |
| Тутіканій Капітон                                | 158-160       |  |
| Юлій Кресцент                                    | 166           |  |
| Публій Коміній Клемент                           | бл. 178       |  |
| Луцій Юлій Вегілій Грат Юліан                    | бл. 183/184   |  |
| Гней Марцій Рустій Руфін                         | між 190 і 208 |  |
| Клавдій Діогнет                                  | 209           |  |
| Валерій Дат                                      | 212           |  |
| Клавдій Діонісій                                 | 214           |  |
| Марцій Агріппа                                   | 217           |  |
| Елій Секунд                                      | 218           |  |
| Аппій Целер                                      | 219-221       |  |
| Тіт ліциній Гіероклет                            | 229           |  |
| Валерій Валент                                   | бл. 238—240   |  |
| Гай Юлій Александр                               | 246           |  |
| Елій Еміліан                                     | 247           |  |
| Марк Корнелій Октавіан                           | бл. 260       |  |